# Хаханян, Христофор Михайлович
Хаханян Христофор Михайлович (арм. Քրիստափոր Միքայելի Խախանյան; 1917—1999) — советский военный дирижер, педагог армянского происхождения, заслуженный деятель искусств РСФСР (1975), полковник (1961).

## Биография
Окончил Ленинградскую консерваторию по классу дирижирования А. В. Гаука и С. А. Чернецкого. С 1941 года преподавал на Военно-дирижерском факультете при Московской государственной консерватории им. П. И. Чайковского. С 1981 года — профессор. Автор методических трудов по истории, теории и практике военно-оркестрового дела. Среди его учеников Н. М. Михайлов и Н. П. Сергеев. В последние годы жизни жил в Москве, Площадь Победы дом 2. Супруга Снежко Лариса Ефимовна. Христофору Хаханяну посвящен одноименный марш композитора Александра Гилева.
Похоронен на Хованском кладбище.

## Труды
- Памятка военного дирижера : Учебное пособие. — М., 1969. — 185 с.